# Aedes chionotum
Aedes chionotum är en tvåvingeart som beskrevs av Thomas J. Zavortink 1972. Aedes chionotum ingår i släktet Aedes och familjen stickmyggor. Inga underarter finns listade i Catalogue of Life.